# Circus Charlie
Circus Charlie (рус. Циркач Чарли) — видеоигра в жанре аркада/платформер, изначально выпущенная компанией Konami в виде аркадного игрового автомата в апреле 1984 года. Игра пользовалась большой популярностью и впоследствии была переиздана для ряда популярных игровых платформ. Игра основана на одноимённом фильме Чарли Чаплина 1928 года, отсюда и название.

## Игровой процесс
Игрок управляет клоуном по имени Чарли (Charlie). Игра состоит из шести уровней, в каждом из которых Чарли должен выполнить различные задачи. Собирая мешки с деньгами, выполняя опасные трюки, избегая врагов, проходя уровни, Чарли получает очки. После прохождения всех шести уровней игра начинается сначала, но игровой процесс становится более быстрым и сложным (сами уровни остаются такими же). В конце каждого уровня находится цирковая тумба. Уровень завершается после того как Чарли запрыгивает на тумбу.

## Версии игры
В 1984 году игра также была выпущена в версии для бытовых компьютеров MSX1, Spectravideo SV-328 и Commodore 64, а в 1986 году — для игровой консоли NES (портирована компанией Soft Pro). В 1999 году игра также вышла на платформе Sony Playstation, в составе сборника Konami Arcade Classics.
Существовали планы по выпуску версий игры для игровых консолей ColecoVision и Atari 2600, но впоследствии они были отменены издателем для этих систем, Parker Brothers.
В Circus Mario, пиратской версии игры на NES, главный герой заменен на Марио, лев и обезьяны - на черепах, а лошадь - на Боузера.

## Уровни
- Уровень 1:
  - Езда на льве и прыжки через горящие обручи и чаши. 100 м.
- Уровень 2:
  - Перепрыгивание обезьян на канате. 70 м.
- Уровень 3:
  - Прыжки по трамплинам и избегание ножей.
- Уровень 4:
  - Прыжки с мяча на мяч. 80 м.
- Уровень 5:
  - Скачки на лошади. 200м.
- Уровень 6:
  - Полёты на трапециях. 50 м. Этот уровень содержит фрагмент вальса Штрауса «На прекрасном голубом Дунае».

В версии игры для NES отсутствует третий уровень, однако присутствует два режима игры. В режиме «B» уровни повторяются с увеличивающейся сложностью.

## Секреты
На уровне с горящими обручами сразу после начала уровня можно переместиться до упора влево, и подпрыгуть на месте три раза. После этого первый из обручей превратится в изображение Чарли, взяв которое Чарли получает дополнительную попытку. Если перепрыгивать чаши с огнём в обратном направлении, из них выпадает призовая монета.
Если собрать все мешки с деньгами на уровне с горящими обручами, после завершения уровня прилетит птица, и сбросит призовые монеты. Это также возможно на уровне с трамплинами.
Если перепрыгнуть в обратном направлении фиолетовую обезьяну на уровне с ходьбой по канатам, Чарли получит 5000 призовых очков. Также, если выполнить это в дальнем правом краю уровня без запрыгивания на платформу, Чарли получит призовой мешок с деньгами.